# Primo Nebiolo

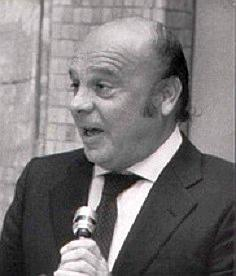
Primo Nebiolo, 1984

Primo Nebiolo (* 14. Juli 1923 in Turin; † 7. November 1999 in Rom) war ein italienischer Sportfunktionär. Nebiolo war von 1981 bis 1999 Präsident des Leichtathletik-Weltverbandes IAAF.

## Frühe Karriere
Primo Nebiolo begann mit 16 Jahren Leichtathletik zu betreiben. Er betrieb Weitsprung und Sprint in seiner Heimatstadt Turin. Während des Zweiten Weltkrieges kämpfte er 1943 in der italienischen Armee, wurde 1944 von den Deutschen gefangen genommen, entkam und schloss sich den Partisanen an. Nach dem Krieg studierte er Recht und Politik. Nebiolo wurde später ein erfolgreicher Bauunternehmer.
1948 begann seine Karriere als Sportfunktionär, als er den Universitätssportclub COS Turin gründete. Bis zu seinem Tod blieb er Präsident dieses Vereins. Nebiolo leistete einen großen Beitrag für den Universitätssport. Er war maßgeblich an der Gründung des Internationalen Universitätssportbundes (FISU) beteiligt, dessen Präsidentschaft er 1961 übernahm. Zudem organisierte er mehrere Universiaden.
1972 wurde er während der Sommerolympiade in München in den Vorstand der IAAF gewählt. 1981 wählten in die Delegierten als Nachfolger von Adriaan Paulen zum Präsidenten des IAAF.

## IAAF-Präsidentschaft
Nebiolo veränderte die Leichtathletik während seiner Amtszeit grundlegend. Er führte die Weltmeisterschaften im Freien (1983) und in der Halle (1987) ein und betrieb die Professionalisierung der Leichtathletik. Mit einem neuen Grand-Prix-System, der Einführung der Golden League und einem geschickten Verkauf der Fernsehrechte sowie der Akquirierung von Sponsoren erhöhte er die Einnahmen des Weltverbandes drastisch. Sein autokratischer Amtsstil und die Kommerzialisierung des Sportes trugen ihm jedoch heftige Kritik ein. Nebiolo wurde sechs Mal ohne Gegenkandidat wiedergewählt, zuletzt im August 1999, kurz vor seinem Tod durch Herzinfarkt.
Nebiolo war auch Präsident des Italienischen Leichtathletikverbandes (FIDAL). Er musste allerdings nach den WM 1987 in Rom zurücktreten, da italienische Kampfrichter absichtlich die Weite des italienischen Weitspringers Giovanni Evangelisti manipulierten, um ihm zu einer Bronzemedaille zu verhelfen.
Aufgrund seiner Verdienste für den Sport ernannte ihn Juan Antonio Samaranch 1992 zum Mitglied des Internationalen Olympischen Komitees (IOC).